# H.O.T.
《H.O.T.(에이치오티)》는 1996년부터 2001년까지 SM엔터테인먼트 소속으로 활동했던 대한민국의 5인조 보이 그룹이다.
H.O.T.는 High-five Of Teenagers, 즉, 10대들의 승리를 의미한다. SM엔터테인먼트가 최초로 런칭한 아이돌 그룹으로, 1990년대 후반 10~20대 연령층을 중심으로 폭발적인 인기를 누렸다. 
1996년 9월 7일, 1집 《전사의 후예》로 데뷔하여 후속곡 《캔디》로 첫 음악프로그램 1위를 수상하였다. 이 후 1997년부터 2000년까지 《행복》, 《We Are The Future》, 《열맞춰》, 《빛》, 《아이야》, 《Outside Castle》 등 수많은 곡들을 히트시켰고 1집부터 4집까지 4장의 앨범이 밀리언셀러를 기록하였으며, 활동기간 동안 가요시상식에서 12개의 대상을 수상하였다. 아이돌 최초로 연간 최대 음반판매량 달성 및 방송 3사 가요대상 수상 등 진기록을 세웠다. H.O.T.의 팬클럽인 'Club H.O.T.'의 최다 회원수는 약 100,000명을 기록하였으며 1999년 9월 한국 대중가수 최초로 서울올림픽주경기장에서 단독 콘서트를 개최했다.

## 이전 구성원
| 이름    | 소개 |
| ------- | --- |
| 문희준  | - 이름 : 문희준 (文熙俊) - 생년월일 : 1978년 3월 14일(47세) - 출생지 : 대한민국 서울특별시 송파구 문정동 - 학력 : 경기대학교 대학원 레저스포츠학 - 포지션 : 리더, 서브보컬, 리드댄서 - 상징숫자 : 23 - 상징색 : 노란색 (솔로 활동에서는 '녹색') |
| 장우혁  | - 이름 : 장우혁 (張祐赫) - 생년월일 : 1978년 5월 8일(47세) - 출생지 : 대한민국 경상북도 구미시 형곡동 - 학력 : 세종대학교 대학원 체육학 - 포지션 : 메인래퍼, 메인댄서 - 상징숫자 : 35 - 상징색 : 파란색                                         |
| 토니 안 | - 본명 : 안승호 (安勝浩) - 생년월일 : 1978년 6월 7일(47세) - 출생지 : 대한민국 서울특별시 용산구 이촌동 - 학력 : 동국대학교 문화예술대학원 공연영상학 - 포지션 : 서브보컬 - 상징숫자 : 7 - 상징색 : 빨간색                                      |
| 강타    | - 본명 : 안칠현 (安七炫) - 생년월일 : 1979년 10월 10일(45세) - 출생지 : 대한민국 서울특별시 송파구 오륜동 - 학력 : 동국대학교 문화예술대학원 공연영상학 - 포지션 : 메인보컬 - 상징숫자 : 27 - 상징색 : 초록색 (SM에서는 '하얀색'이 강타의 상징) |
| 이재원  | - 이름 : 이재원 (李在元) - 생년월일 : 1980년 4월 5일(45세) - 출생지 : 대한민국 서울특별시 강동구 명일동 - 학력 : 상명대학교 문화기술대학원 뮤직테크놀로지학 - 포지션 : 리드래퍼 - 상징숫자 : 48 - 상징색 : 주황색                               |

## 역사

### 데뷔 전
H.O.T.는 한동안 가수와 MC로 활약했던 SM 기획(현SM 엔터테인먼트) 대표 이수만이 현진영과 한동준, 유영진에 이어 탄생시킨 가수 그룹이다. 그들의 노래는 랩, 백스트리트 보이스식의 발라드, 댄스, 그리고 1999년에 시도했던 오케스트라를 가미한 록까지 그 장르의 폭이 넓었다. 5명의 고교생인 강타, 문희준, 이재원, 토니안, 장우혁을 기획사에서 철저한 계획에 맞춰 준비시켰다.
SM에 첫번째로 입사한 멤버는 롯데월드 매표소 근처에서 친구들과 춤을 추고 있던 안칠현(강타)였다. 매니저가 강타에게 명함을 주었고 오디션을 통해 연습생이 되었다. 두 번째는 오디션을 통해 뽑힌 문희준이었다. 문희준은 그의 친한 동생 이재원을 오디션에 참가시켰고, 이재원 역시 오디션을 통과했다. 이후 네 번째로 합류하게 된 멤버는 장우혁으로 서울에서 열린 댄스컨테스트에서 1등을 한 후 SM과 계약했다. 마지막으로 합류한 멤버는 토니안이다. 미국에서 이수만이 일대일 오디션으로 그의 노래와 댄스를 본 후 그를 한국으로 데려왔다.

### 데뷔
1996년 9월 7일 1집 앨범 발매와 MBC 토요일 토요일은 즐거워를 통해 TV 첫 데뷔 이후 H.O.T.는 〈전사의 후예 (폭력시대)〉와 〈Candy〉가 크게 히트하여 신드롬급 인기를 얻으면서, 10대들의 우상이 되기 시작했다.

### 연예계 활동

#### 콘서트와 상품적 가치
그들의 인기는 역대급이었다. 노래 뿐만 아니라 그들의 패션과 춤 등 모든 것이 유행이 되었고 콘서트와 멤버들의 생일파티 소식 등이 정규 뉴스에 실시간으로 나올 정도로 사회적 파급력이 컸다. H.O.T.의 이전 세대였던 서태지와 아이들이 일으켰던 신드롬이 연상될 만큼 H.O.T.가 10대 팬층에게 미치는 영향력을 컸다. 그들은 활동하는 내내 최초, 최고의 많은 기록들을 세웠다.그들은 많은 대상들을 휩쓸어가는 최고의 그룹이였다.
1999년 9월 18일 서울 올림픽 주경기장에서 대한민국 가수 최초로 단독 콘서트를 개최하였다. 또한 서울 올림픽 주경기장에서 열린 2001년 2월 그들의 마지막 콘서트 티켓 예매 때에는 예매 시작 10분 만에 5만여 표가 전부 매진되는 사건이 벌어지기도 했다.
실제로 H.O.T. 공연이 열리는 날이면 주변 교통이 순식간에 마비되는 일들이 많았으며, 그들의 마지막 콘서트가 열렸던 2001년 2월 27일에는 서울 지하철이 새벽 2시까지 연장 운행했으며, 선착순으로 좌석 배정이 되었던 이 콘서트에서 열정적인 팬들은 콘서트 시작 며칠 전부터 좋은 자리를 잡기 위해 주경기장 앞에서 단체로 노숙하기도 했다.
그들은 가수로서뿐만 아니라 하나의 상표로서의 가치를 지니고 있었다. 그들은 실제로 음료수, 스티커, 책, 향수, 인형, 팬티, 심지어는 DNA목걸이 등 거의 모든 상품에 그들의 캐릭터를 이용해 부가가치를 올리는 데 성공하였다.. 이를 두고 “가수를 지나치게 상업적으로 이용한다.”라고 지적하는 안티들의 비판도 있었다.
1997년 CCTV 채널1에서 방영된  드라마 《사랑이 뭐길래》 이후 일어난 한류 열풍은 H.O.T., 클론 등 가수의 인기까지 더해져 더욱 커다란 반향을 일으켰으며, 특히 H.O.T.의 베이징 공연은 중국 청소년 사이에 “H.O.T.패션 무조건 따라하기” 풍조를 가져왔을 만큼 폭발적인 반향을 일으켰고 이 공연 후에 중국 언론을 통해 '한류'란 단어가 처음으로 탄생했다. 그들은 한국 대중문화에 대한 국외의 관심을 넓히는 데 일조했는데, 특히 그들의 노래에 담긴 메시지는 중국 청소년에게 큰 문화적 충격을 주었다. 현실에 대한 불만과 사회에 대한 비판의식, 특히 청소년 문제를 정면으로 다루는 가사 내용에 중국 청소년은 크게 공감했다고 한다.

#### 뮤직비디오
H.O.T.의 뮤직비디오는 타이틀곡의 분위기에 맞게 언제나 어둡고 비장한 분위기가 주를 이루었다. 그들에게 대상의 영예를 안겨준 〈빛〉의 뮤직비디오에서 그들은 직접 연기를 했으며, 마지막 히트곡인 〈For 연가〉에서는 드라마 《가을동화》의 장면들을 사용했다. 이때부터 드라마 클립이 사용된 뮤직비디오가 제작되기 시작했다. 그들은 〈우리들의 맹세〉 뮤직비디오에서 애니메이션을 최초로 차용하여 천계영의 작품으로 뮤직비디오를 제작하기도 했다

#### 영화
4번째 앨범 발매 후, 그들은 영화 《평화의 시대(Age of Peace)》에 주연으로 출연했다. 이 영화는 한일 합작으로 제작되었고, 영화가 개봉함과 동시에 배경음악과 H.O.T.의 주제곡이 담긴 사운드트랙 앨범이 발매되었다. 그들의 앨범 홍보와 더불어 일본에서 영화 시사회를 가졌다. 영화 속에서 다섯 멤버의 모든 것은 컴퓨터로 제작되었으며, 영화를 위한 사운드트랙의 일부를 멤버들이 작사, 작곡했다.

### 그룹 해체 및 솔로 활동

#### 5.13 그룹 해체 이후
2001년 5월 강타와 문희준은 SM 엔터테인먼트와 재계약을 맺었으나, 장우혁을 비롯한 이재원, 토니안이 소속사를 옮기면서 자연스럽게 해체했다. 멤버들의 SM 엔터테인먼트와의 계약 만료가 임박한 시점에서 인세 문제를 비롯한 여러 사안이 한꺼번에 터져나오며 해체설이 나돌기 시작했으며, 해체의 정확한 이유는 아직까지도 밝혀지지 않고 있다. 분명한 것은 당시 문희준, 강타 등 SM에 남은 멤버와 토니안, 이재원, 장우혁 등 SM을 떠난 멤버 간에 해체 사유 및 SM에 대한 말이 각각 다르다는 사실이다. 해체 선언 3개월 전 열린 227 콘서트가 H.O.T.의 마지막 무대가 되었으며, 해체 소식이 발표된 후 H.O.T. 팬클럽 회원들은 SM엔터테인먼트 사옥 앞으로 몰려가 시위를 벌이는 등 파장이 컸다.

#### 솔로 활동
팀 해산 이후, 강타와 문희준은 SM 엔터테인먼트와 재계약을 선언하며 솔로 앨범을 발표했다. 강타는 주로 소울과 R&B를 중심으로 음악 활동을 시작했고, 문희준은 처음에는 강타와 비슷한 R&B로 출발했으나, 1집 앨범 중반 이후에는 록음악에 도전하며 4개의 정규 앨범을 발매하며 경력을 쌓아나갔다.
SM 엔터테인먼트에서 나온 장우혁, 토니안, 이재원은 프로젝트 그룹 JTL을 결성하고 세 장의 정규 앨범과 콘서트 앨범을 냈다.  또 2003 MTV ASIA AWARD 에 한국 대표로 참석해 ‘한국 최고 인기 아티스트상’을 받기도 했다(2002년에는 강타가 수상).
2003년 JTL 해산 이후 세 명은 각각 솔로 앨범을 내어, 모든 멤버가 개별 활동을 하게 된다.

### 근황
리더였던 문희준은 가수 뿐만 아니라 예능인으로 활약을 이어가고 있다. 2005년 SM 엔터테인먼트를 떠나 PS 엔터테인먼트를 설립해 4집 앨범을 발매했다. 고별 콘서트 이후 군입대를 거쳐 2007년 11월 제대하였다. 이후 SidusHQ로 소속사를 옮기고 스페셜 앨범을 발매해 《Obsession》이라는 곡으로 바쁜 활동했다. 2016년에는 20주년 기념 앨범을 발매하고 콘서트 투어를 했다. 현재는 초록뱀이앤엠 소속으로 가족들과 함께 예능인으로 활동 중이다.
장우혁은 2집 앨범 활동 후 2007년 4월 입대했으나, 건강상의 이유로 공익 근무 요원으로 국방의 의무를 수행하고 2009년 12월 소집 해제 하였다. 이후 개인 소속사를 설립하여 솔로 앨범을 몇차례 냈지만, 한동안 방송 활동이 뜸하였다. 2018년 H.O.T.콘서트 후에 가수 활동을 재개하여 싱글 앨범을 발매하고 콘서트 및 팬미팅을 개최하였다.
토니 안은 2008년 군에 입대하여 국방부 소속 군인 위문단으로 활동하였으며, 2010년 9월 제대하였다. 두차례 아이돌 그룹을 제작하기도 하였으며 현재는 STAGE 631이라는 아카데미 사업을 배윤정 등과 공동으로 하고 있다. 문희준과 같은 초록뱀이앤엠 소속으로 예능인으로 활동 중이다.
현재 유일하게 SM엔터테인먼트 소속인 강타는 2005년 SM의 이사로 선임되었다. 범중화권에서 폭넓은 인기를 얻었으며 2008년,《Eternity-永遠》을 발매하고, 동명의 콘서트를 가진 후 4월 현역 입대 후 2010년 2월 제대하였다. 제대 후에는 주로 중국에서 연기활동을 하였고 프로듀서로서도 활약했다. 2016년에는 미니앨범을 발매하고 단독 콘서트를 개최하였으며, 2021년 데뷔 25주년 기념 디지털 싱글을 다수 발매하였고 2022년에는 정규 4집 《Eyes On You》를 발표하고 활동했다.
그룹의 막내인 이재원은 2006년 12월 솔로 데뷔 이후 2번째 콘서트를 했다. 2009년 5월 4일 현역으로 군에 입대하여 2011년 4월 3일 제대하였다. 현재 다섯 멤버 중 유일하게 무소속으로, 핸드크림 및 석류 사업을 하고 있으며 예능에 출연하고 있다.

### 재결합
무한도전에서 기획한 토토가3 - H.O.T.를 통해서 해체 이후 17년만에 재결합하여 2018년 2월 15일 목요일에 공연을 열었다. 이를 계기로 2018년 잠실주경기장에서 이틀간 단독 콘서트를 개최하였고, 2019년 고척돔에서 사흘간 단독 콘서트를 개최했다. 단, 다른 재결합 1세대 아이돌 그룹들과는 달리 콘서트만을 개최한 이벤트성 재결합이었다.

## 음반 목록

### 정규 음반
- 1집 《We Hate All Kinds of VIolence...》(1996년 9월 7일)
- 2집 《Wolf and Sheep》(1997년 7월 5일)
- 3집 《Resurrection》(1998년 9월 25일)
- 4집 《I yah!》(1999년 9월 15일)
- 5집 《Outside Castle》(2000년 10월 2일)

### 라이브 음반
- 1999년 - Greatest H.O.T. Hits-Song Collection Live Album
- 2000년 - 99 Live In Seoul
- 2001년 - H.O.T. Forever - 2001 Live Concert In Seoul Olympic Stadium

### O.S.T.
- 평화의 시대 OST 《Age of Peace》(2000년 7월 8일)

## 광고
| 연도            | 기업명               | 제품명                                    | 종류              | 비고                         |
| --------------- | -------------------- | ----------------------------------------- | ----------------- | ---------------------------- |
| 1996년 ~ 1997년 | SK텔레콤             | SPEED 012                                 | 이동통신          |                              |
| 1997년          | 오리온제과           | 미스터 해머                               | 스낵              |                              |
| 1997년          | 삼성전자             | 삼성 미니미니                             | 카세트·오디오기기 |                              |
| 1997년          |                      | 티투알(T2R)                               | 의류              |                              |
| 1997년 ~ 2000년 | (주)새한             | 엘리트학생복                              | 교복              |                              |
| 1998년          | 문화체육관광부       | 한국관광의 해 홍보광고 'Welcome to Korea' | 공익광고          | 공동 출연 : 김대중 대통령 外 |
| 1998년          |                      | 지피지기                                  | 의류              |                              |
| 1999년          | LG생활건강           | 틱톡 H.O.T.                               | 음료              |                              |
| 1999년          | 한불화장품           | H.O.T. with Perfume                       | 향수              |                              |
| 1999년          | (주)잠뱅이           | 잠뱅이                                    | 의류              |                              |
| 1999년          | 오리온제과           | 썬칩                                      | 스낵              |                              |
| 2000년          | (주)화승             | 르까프                                    | 스포츠 의류       |                              |
| 2000년          | 한국마약퇴치운동본부 | 마약퇴치 캠페인                           | 공익광고          |                              |
| 2000년          | LG전자               | IBM 멀티넷i                               | 컴퓨터기기        |                              |
| 2000년 ~ 2001년 | 농심중국지사         | 농심 과자 세트(새우깡, 양파링, 바나나킥)  | 스낵              |                              |

관련 상품 목록
- 1997년 H.O.T.와 함께 잉글리쉬 팡팡! (영어교재)
- 1997년 ~ 2000년 H.O.T. 학용품 & 팬시상품 40여종
- 1998년 사이버(CYBER) H.O.T. (인공지능 소프트웨어)
- 1999년 H.O.T. DNA 상품 (목걸이, 열쇠고리 등)
- 1999년 H.O.T. 아바타 캐릭터

## 저서
- H.O.T 자서전 H.O.T Forever (이기종 엮음·책만드는집, 1999년 2월 8일 출간)

## 홍보대사
| 연도   | 기관명               | 직함명            | 비고 |
| ------ | -------------------- | ----------------- | ---- |
| 2000년 | 한국마약퇴치운동본부 | 마약퇴치 홍보대사 |      |

## 수상 경력
| 연도   | 수상 내역 |
| ------ | --- |
| 1996년 | - 《대한민국 영상음반대상》 SKC 신인 가수상 - 《KMTV 가요대전》 인기가수상 - 《KMTV 가요대전》 시청자상 - 《SBS 가요대전》 신인상 |
| 1997년 | - 《서울가요대상》 본상 - 《서울가요대상》 대상 - 《대한민국 영상음반대상》 대상 - 《KMTV 가요대전》 본상 - 《KMTV 가요대전》 ARS 최고인기상 - 《KMTV 가요대전》 대상 - 《KBS 가요대상》 올해의 가수상 - 《SBS 가요대전》 10대 가수상 - 《SBS 가요대전》 대상 - 《MBC 한국가요제전》 대상 |
| 1998년 | - MBC 《쇼! 토요특급》 '광복절 특집' 최고 인기 가수상 - 《대한민국 영상음반대상》 본상 - 《KMTV 가요대전》 인기가수상 - 《KMTV 가요대전》 ARS 최고인기상 - 《KMTV 가요대전》 대상 - 《한국경제소비자대상》 음반부문 - 《서울가요대상》 본상 - 《서울가요대상》 대상 - 《SBS 가요대전》 10대 가수상 - 《SBS 가요대전》 대상 - 《KBS 가요대상》 청소년 부문 올해의 가수상 - 《KBS 가요대상》 대상 - 《MBC 가요제전》 30세 미만의 국민이 뽑은 인기 가수상 - 《MBC 가요제전》 30세 이상의 국민이 뽑은 인기 가수상 - 《MBC 가요제전》 전국민이 뽑은 인기가수상 - 《MBC 가요제전》 30세 미만의 국민이 뽑은 최고 인기가요상                                 |
| 1999년 | - 《대한민국 연예예술상》 남자 부문 청소년 중창 가수상 대상 - 《MTV 비디오 뮤직 어워드》 Korean Viewers Choice - 《Mnet 영상음악대상》 그룹부문 최우수 뮤직비디오상 - 《Mnet 영상음악대상》 시청자 최고 인기상 - 《Mnet 영상음악대상》 최고 인기 뮤직비디오상 - 《코리아 베스트드레서 스완 어워드》 남자 가수 부문 - 《KMTV 가요대전》 본상 - 《KMTV 가요대전》 올해의 노래상 - 《KMTV 가요대전》 댄스 부문 - 《KMTV 가요대전》 ARS 최고 인기상 - 《문화관광부 장관 표창》 선행연예인 - 《서울가요대상》 본상 - 《골든디스크상》 본상 - 《MBC 10대 가수 가요제》 30세 미만의 국민이 뽑은 10대 가수상 - 시사저널 <누가 한국을 움직이는가> 연예인 부문 |
| 2000년 | - 《Mnet 뮤직비디오 페스티벌》 최고 인기 뮤직비디오상 - 《KMTV 가요대전》 본상 - 《KMTV 가요대전》 네티즌 최고 인기상 - 《MBC 10대 가수 가요제》 30세 미만의 국민이 뽑은 10대 가수상 |
| 2008년 | - 《Mnet KM Music Festival》 10주년 Remember 1999 |

### 가요 프로그램 1위
| 연도             | 수상 내역 (총 60회) |
| ---------------- | --- |
| 1996년 (총 5회)  | - 캔디 (총 5회) - 12월 15일 SBS 《TV가요20》 1위 - 12월 22일 SBS 《TV가요20》 1위 - 12월 28일 MBC 《인기가요 BEST 50》 1위 - 12월 28일 KMTV 쇼 뮤직탱크》 1위 |
| 1997년 (총 35회) | - 캔디 (총 11회) - 1월 4일 MBC 《인기가요 BEST 50》 1위 - 1월 4일 KMTV 《쇼 뮤직탱크》 1위 - 1월 5일 SBS 《TV가요20》 1위 - 1월 8일 KBS 《가요톱텐》 1위 - 1월 11일 MBC 《인기가요 BEST 50》 1위 (3주 연속) (BEST OF BEST) - 1월 11일 KMTV 《쇼 뮤직탱크》 1위 - 1월 12일 SBS 《TV가요20》 1위 - 1월 15일 KBS 《가요톱텐》 1위 (2주 연속) - 1월 18일 KMTV 《쇼 뮤직탱크》 1위 - 1월 19일 SBS 《TV가요20》 1위 (왕중왕, 5주 연속) - 1월 25일 KMTV 《쇼 뮤직탱크》 1위 (5주연속, 최강자) - 행복 (총 16회) - 8월 16일 KMTV 《쇼 뮤직탱크》 1위 - 8월 23일 MBC 《인기가요 BEST 50》 1위 - 8월 23일 KMTV 《쇼 뮤직탱크》 1위 - 8월 30일 MBC 《인기가요 BEST 50》 1위 - 8월 30일 KMTV 《쇼 뮤직탱크》 1위 - 8월 31일 SBS 《TV가요20》 1위 - 9월 6일 KMTV 《쇼 뮤직탱크》 1위 - 9월 6일 MBC 《인기가요 BEST 50》 1위 (3주 연속) (BEST OF BEST) - 9월 7일 SBS 《TV가요20》 1위 - 9월 13일 KMTV 《쇼 뮤직탱크》 1위 (5주연속, 최강자) - 9월 14일 SBS 《TV가요20》 1위 - 9월 17일 KBS 《가요톱텐》 1위 - 9월 21일 SBS 《TV가요20》 1위 - 9월 24일 KBS 《가요톱텐》 1위 - 9월 28일 SBS 《TV가요20》 1위 (왕중왕) - 10월 1일 KBS 《가요톱텐》 1위 (3주 연속) - We Are The Future (총 8회) - 11월 9일 SBS 《TV가요20》 1위 - 11월 16일 SBS 《TV가요20》 1위 - 11월 22일 MBC 《인기가요 BEST 50》 1위 - 11월 22일 KMTV 《쇼 뮤직탱크》 1위 - 11월 23일 SBS 《TV가요20》 1위 - 11월 30일 SBS 《TV가요20》 1위 (왕중왕) - 12월 13일 MBC 《인기가요 BEST 50》 1위 - 12월 20일 MBC 《인기가요 BEST 50》 1위 (3주 연속) (BEST OF BEST) |
| 1998년 (총 19회) | - 열맞춰 (총 7회) - 10월 10일 MBC 《음악캠프》 1위 - 10월 10일 KMTV 《쇼 뮤직탱크》 1위 - 10월 17일 MBC 《음악캠프》 1위 - 10월 17일 KMTV 《쇼 뮤직탱크》 1위 (2주 연속) - 10월 18일 SBS 《인기가요》 1위 - 10월 24일 MBC 《음악캠프》 1위 (3주 연속) (BEST OF BEST) - 11월 8일 SBS 《인기가요》 1위 (통산 2주) - 빛 (총 13회) - 11월 17일 KBS 《뮤직뱅크》 MVP - 11월 21일 MBC 《음악캠프》 1위 - 11월 28일 MBC 《음악캠프》 1위 - 11월 29일 SBS 《인기가요》 1위 - 12월 1일 KBS 《뮤직뱅크》 MVP - 12월 6일 SBS 《인기가요》 1위 - 12월 12일 MBC 《음악캠프》 1위 (3주 연속) (BEST OF BEST) - 12월 12일 KMTV 《쇼 뮤직탱크》 1위 - 12월 13일 SBS 《인기가요》 1위 (트리플 크라운) - 12월 15일 KBS 《뮤직뱅크》 MVP (통산 3주) - 12월 19일 KMTV 《쇼 뮤직탱크》 1위 (2주 연속) - 12월 26일 MBC 《음악캠프》 연말결산 1위 (BEST 10 스페셜 MVP) |
| 1999년 (총 7회)  | - 빛 (총 1회) - 1월 2일 KMTV 《쇼 뮤직탱크》1위 - I Yah! (총 6회) - 10월 3일 SBS 《인기가요》 1위 - 10월 9일 KMTV 《쇼 뮤직탱크》 1위 - 10월 10일 SBS 《인기가요》 1위 - 10월 16일 KMTV 《쇼 뮤직탱크》 1위 - 10월 23일 KMTV 《쇼 뮤직탱크》 1위 (3주 연속) - 10월 24일 SBS 《인기가요》 1위 (트리플 크라운) |
| 2000년 (총 11회) | - Outside Castle (총 11회) - 10월 7일 KMTV 《쇼 뮤직탱크》 1위 - 10월 14일 KMTV 《쇼 뮤직탱크》 1위 - 10월 22일 SBS 《인기가요》 1위 - 10월 28일 MBC 《음악캠프》 1위 - 10월 29일 SBS 《인기가요》 1위 - 11월 4일 MBC 《음악캠프》 1위 - 11월 5일 SBS 《인기가요》 1위 (트리플 크라운) - 11월 9일 KBS 《뮤직뱅크》1위 - 11월 11일 MBC 《음악캠프》 1위 (3주 연속) (King of the Camp) - 11월 16일 KBS 《뮤직뱅크》1위 - 11월 23일 KBS 《뮤직뱅크》 1위 (3주 연속, 골든컵) |

## 팬덤
H.O.T.의 팬클럽은 하얀천사(White Angels) 또는 밥풀로 알려져 있는데, 이는 공식 유료 팬클럽인 Club H.O.T.의 팬 컬러가 흰색이기 때문이다. H.O.T.는 당시 공식적으로 팬 컬러를 소유한 첫 번째 그룹이었으며, 그 후 다른 한국 가수도 이러한 유행을 따르게 되었고, 현재까지 이 경향은 지금까지도 계속되고 있다. 다음카페 회원 17만8천 명, 공식 유료 팬클럽 최초 10만 돌파 (Club H.O.T.), 비공식 집계 25만여 명이다.
그들의 팬들은 가요계에서도 특히 열정적이기로 유명한데, 2009년 5월 해체 선언 당시 소속사 SM기획 사무실 앞에서 그룹 해체를 반대하는 성명을 발표하며 집단적으로 항의하기도 했으며, H.O.T.의 공연이 있는 날이면, 학생들이 여러 이유를 핑계로 조퇴해 공연장으로 가는 것을 막기 위해 교육청에서 각 학교에 조퇴 금지령을 내릴 정도였다. 또 멤버의 생일이 있는 날이면, 팬클럽 자체에서 큰 체육관이나 학교 운동장 등을 빌려 멤버의 생일을 축하해 주기도 했다.
H.O.T.의 음반이 발매되는 날이면 팬들은 조금이라도 일찍 그들의 앨범을 듣기 위해 음반가게 앞에 줄을 서서 앨범을 구매하곤 했고, 온라인 티케팅이 없었던 당시 H.O.T. 콘서트 표를 예매하기 위해 새벽부터 은행 앞에서 줄을 서서 기다리는 진풍경이 벌어지기도 했다. 특히 H.O.T.의 마지막 공연이었던 227 콘서트 때는 공연 시작 6일 전부터 10000명의 팬들이 공연장 앞에서 노숙을 하는 진풍경이 벌어지기도 하였으며 갑작스럽게 팬들이 몰릴 것을 우려해 교육부가 조퇴금지령을 발표하고, 공연 당일 서울지하철이 연장운행하기도 했다.
H.O.T.의 해체 후에도, 팬들은 그들의 상징인 흰 풍선을 여전히 그들을 응원하기 위해 사용하고 있다. 아직까지 남아 있는 그들의 열성적인 팬들은 그룹이 해체된 지 9년이 넘은 지금도 여전히 멤버가 가까운 미래에 다시 H.O.T.의 이름으로 뭉치기를 바라고 있다.
H.O.T.의 데뷔 10주년이었던 지난 2006년 7월 3일, 팬들은 H.O.T. 팬연합 주최로 자체적으로 데뷔 10주년 기념파티를 가졌다.

## 논란

### 표절
1집 표지 사진이 표절 논란에 휘말렸으며, 곧이어 타이틀곡 〈전사의 후예〉가 사이프레스힐의 “i ain`t goin` out like that”의 표절이라는 논란에 휩싸이면서 어쩔 수 없이 후속곡 〈캔디〉로 바꿀 수밖에 없었다. 그러나 〈전사의 후예〉의 베이스루프가 갱스터 뮤지션들이 주로 사용했던 샘플cd에서 샘플링 한 것임이 뒤늦게 밝혀졌다.정식으로 샘플cd를 구매한 경우는 따로 샘플링 표기를 하지 않아도 되며 표절이 아니다.
3집 〈열맞춰〉는 RATM의 〈killing in the name〉과 표절 논란이 있었다.

### 영화 《평화의 시대》
마이네트 코리아와 일본의 시로구미가 공동으로 제작하였고, 감독은 일본영화아카데미 1기생 출신인 재일동포 로렌스 리(이원석)가 맡았다. 시로구미가 애니메이션을 이용한 특수효과를, 마이네트 코리아가 기획 및 연출을 책임졌다. 줄거리는 2200년 지구대표 H.O.T. 5인이 우주정복의 야욕에 맞서 외계인과 싸우며 거대한 우주선 모양의 그라운드를 질주하는 축구팀을 그린 것으로 ‘평화’의 메시지를 전하는 공상과학장르다. 10년이 지난 현재까지도 포털 사이트 네이버와 다음의 관객 평가에서 《클레멘타인》, 《꽃미남 연쇄 테러사건》, 《긴급조치 19호》 등과 함께 역대 인기가수 혹은 외국배우를 주연으로 대중의 호기심은 끌었으나 흥행에 참패한 영화들의 혹평과 나란히 회자되고 있으며, 실험적 단편 가족오락 입체영화로 감독을 맡았던 로렌스 리는 이 작품 후 은퇴했다고 하나, 이는 웹상에서 이후의 기록을 찾을 수 없어 사실여부를 가늠하기 어려운 부분이다. 70억이라 알려진(혹은 총 투입비 120억) 제작비에 비해서 지나치게 출연진의 인지도에만 의존한 단순하고 개연성이 떨어지는 전개에 비판을 받았으며, 2000년 당시 최고의 인기를 누렸으나 배우로서 신인인 H.O.T.에게 10억이라는 파격적 출연료를 지급한 것과 28분이라는 짧은 러닝타임에도 불구하고 영화관람료가 조절되지 않아 비싸다는 지적도 역시 구설수에 올랐다.

## 일화
- 그들의 인기만큼이나 그들을 둘러싼 해프닝도 많았는데, 실례로 1998년 12월 31일에는 H.O.T. 팬클럽 회원과 젝스키스 팬클럽 회원 간에 시비가 붙어 편싸움을 하는 일이 일어나기도 했다.[36]

- NRG가 김환성의 요절 후 네 번째 앨범을 발매했을 때, 강타는 타이틀곡 〈비(悲)〉를 작곡해 주었다.

## H.O.T. 멤버들이 설립한 회사와 스튜디오
- SMASHHIT : 강타
- PS스튜디오·PS엔터테인먼트 : 문희준
- TN엔터테인먼트·스쿨룩스·스쿨스토어 : 토니 안
- 티아이스토리 : 이재원
- 뉴웨스트 아카데미·WH creative : 장우혁

## 같이 보기
- SM 엔터테인먼트
- JTL